# Chalpa
Chalpa är en ort i Mexiko.   Den ligger i kommunen Ixmatlahuacan och delstaten Veracruz, i den sydöstra delen av landet, 400 km öster om huvudstaden Mexico City. Chalpa ligger 8 meter över havet och antalet invånare är 128.
Terrängen runt Chalpa är mycket platt. Runt Chalpa är det ganska tätbefolkat, med 56 invånare per kvadratkilometer. Närmaste större samhälle är Las Cuatas, 11,0 km söder om Chalpa. Omgivningarna runt Chalpa är en mosaik av jordbruksmark och naturlig växtlighet.